# Rob Waddell
Rob Waddell (Te Kuiti, 7 gennaio 1975) è un canottiere neozelandese.